# بيكال (مترو باريس)
بيكال (بالفرنسية: Pigalle)‏ هي محطة مترو تابعة لمترو باريس تقع في فرنسا في الدائرة التاسعة في باريس. وتقع على الخط 2 لمترو باريس و الخط 12 لمترو باريس.

## معرض صور

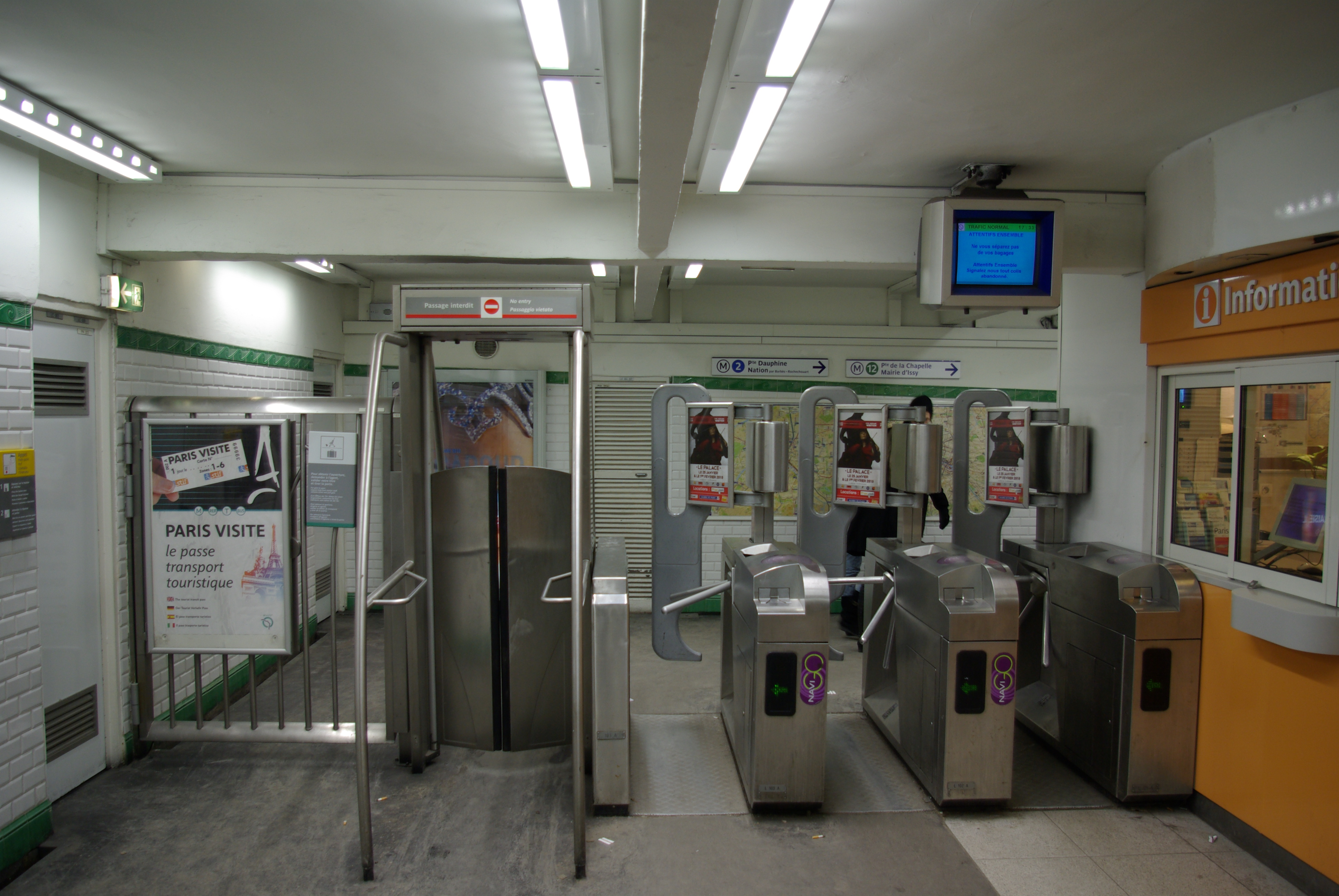
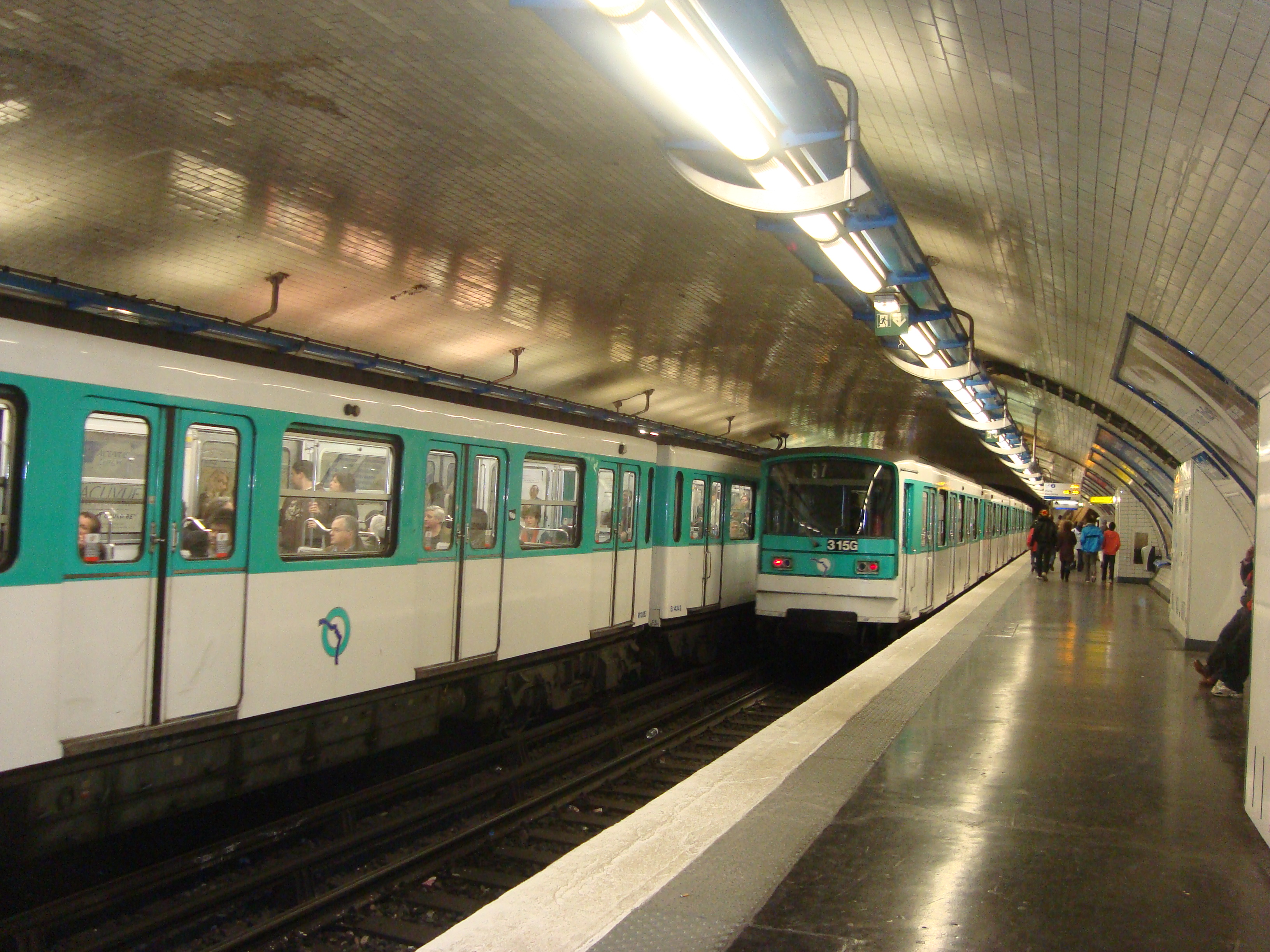
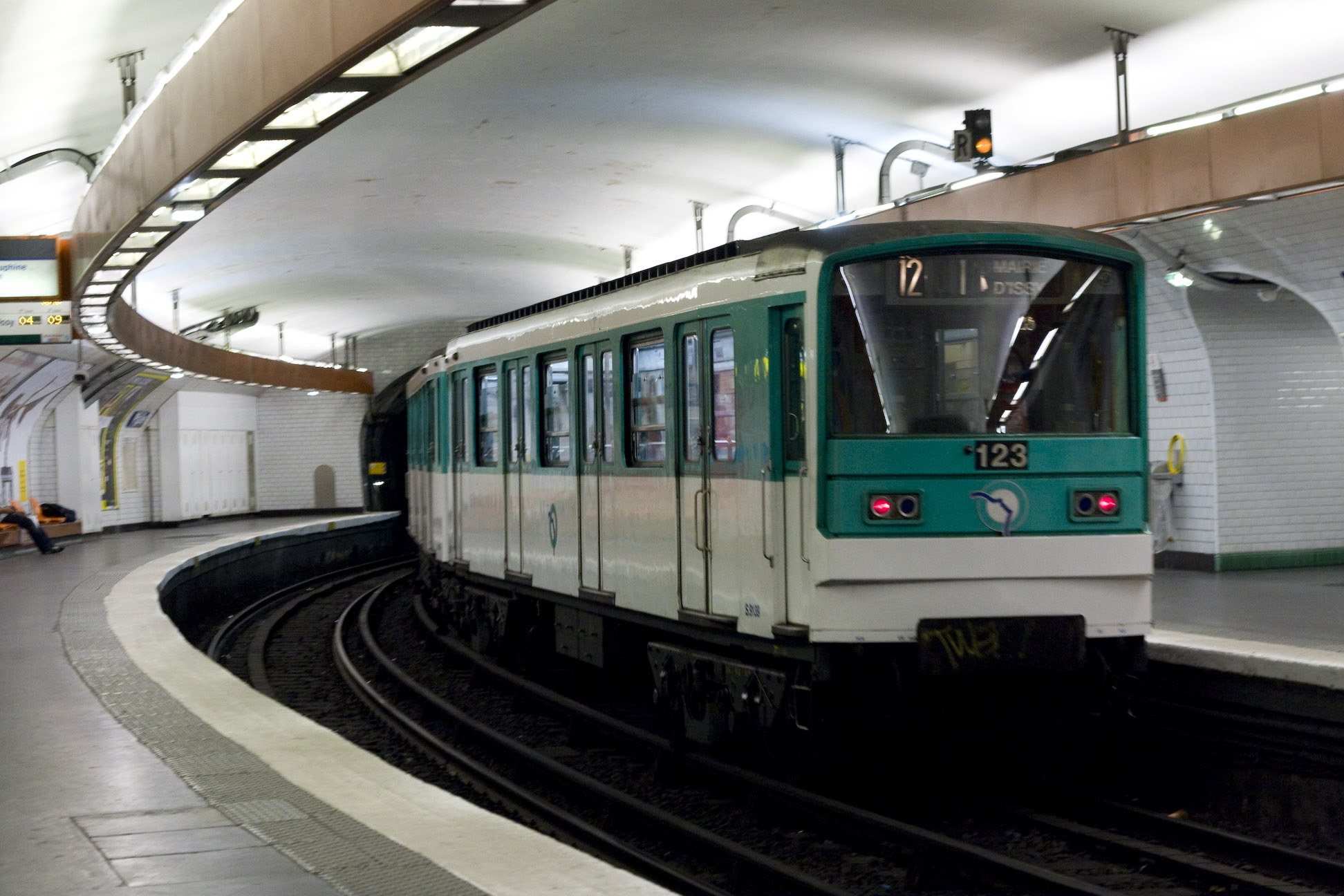